# Myosorex okuensis
Myosorex okuensis és una espècie de mamífer de la família de les musaranyes (Soricidae) endèmic del Camerun. El seu hàbitat natural són els montans humits tropicals o subtropicals. Està amenaçat per la pèrdua d'hàbitat.